# Bourg-Achard
Bourg-Achard ist eine französische Gemeinde mit 4.029 Einwohnern (Stand: 1. Januar 2022) im Département Eure in der Region Normandie. Sie gehört zum Arrondissement Bernay und zum Kanton Bourg-Achard. Die Einwohner werden Achard-Bourgeois genannt.

## Geographie
Bourg-Achard liegt etwa 22 Kilometer westsüdwestlich von Rouen in der Landschaft Roumois. Umgeben wird Bourg-Achard von den Nachbargemeinden Honguemare-Guenouville im Norden, Bosgouet im Osten, Grand Bourgtheroulde im Südosten, Flancourt-Crescy-en-Roumois im Süden und Südwesten sowie Bouquetot im Westen.
Durch die Gemeinde führen die Autoroute A13 und die frühere Route nationale 180.

## Bevölkerungsentwicklung
| Jahr      | 1962 | 1968 | 1975 | 1982 | 1990 | 1999 | 2012 | 2020 |
| --------- | ---- | ---- | ---- | ---- | ---- | ---- | ---- | ---- |
| Einwohner | 1393 | 1564 | 1804 | 2009 | 2255 | 2792 | 3066 | 3939 |

## Sehenswürdigkeiten
- Kirche Saint-Lô, Monument historique

## Partnerschaft
Seit 1964 ist Bourg-Achard mit der deutschen Gemeinde Schönwald im Schwarzwald verschwistert.